# Mieczysław Juny
Mieczysław Marian Juny (ur. 1 stycznia 1913 we Lwowie, zm. 8 września 2014 w Newton Abbot) – polski weteran II wojny światowej, polonijny działacz społeczny.

## Życiorys
Na stopień podporucznika został mianowany ze starszeństwem z 1 stycznia 1937 i 2417. lokatą w korpusie oficerów rezerwy piechoty. Został powołany do służby kontraktowej. W marcu 1939 pełnił służbę w 49 Obwodzie Przysposobienia Wojskowego przy 49 pp w Kołomyi na stanowisku komendanta powiatowego PW Kosów Pokucki. W czasie kampanii wrześniowej walczył na stanowisku dowódcy 3. kompanii I Huculskiego Batalionu Obrony Narodowej.
Następnie dostał się na Węgry, gdzie był internowany. Po ucieczce z Węgier przyłączył się do 1 BSK w Syrii, a następnie drogą morską dostał się do Anglii. Od 1943 do 1948 służył jako porucznik pilot w Polskich Siłach Powietrznych w Wielkiej Brytanii, a później jako urzędnik w National Assistance Board pomagając Polakom, którzy nie mogli wrócić z powodów politycznych do kraju. Pracował także w Ilford Park Polish Home koło Newton Abbot, m.in. na stanowisku wiceprezesa i prezesa.

## Ordery i odznaczenia
- Kawaler Orderu Odrodzenia Polski (2005)[7]
- Złoty Krzyż Zasługi (władze na obczyźnie, 1973)[8]
- Medal Lotniczy - dwukrotnie[9]
- Medal „Pro Memoria” (2011)[6]
- Kawaler Orderu Imperium Brytyjskiego (Wielka Brytania, 1975)[5]
- Gwiazda Afryki (Wielka Brytania)[5]
- Medal Wojenny 1939–1945 (Wielka Brytania)[5]